# Пелищенский сельсовет
Пелищенский сельсовет — административная единица на территории Каменецкого района Брестской области Республики Беларусь. Административный центр — агрогородок Пелище.

## Состав

— Населённые пункты Пелищенского сельсовета

Пелищенский сельсовет включает 12 населённых пунктов:
- Березняки — деревня.
- Индычи — деревня.
- Пелище — агрогородок.
- Подбродяны 1 — деревня.
- Подбродяны 2 — деревня.
- Пруска Веливейская — деревня.
- Рани — деревня.
- Седруж — деревня.
- Сосны — деревня.
- Стрели — деревня.
- Щербово — деревня.
- Якубовичи — деревня.